# Aonidiella atlantorum
Aonidiella atlantorum är en insektsart som beskrevs av Matile-ferrero och Alfred Serge Balachowsky 1972. Aonidiella atlantorum ingår i släktet Aonidiella och familjen pansarsköldlöss. Inga underarter finns listade i Catalogue of Life.